# Річард Вудс
Е́двард Рі́чард Вудс (англ. Edward Richard Woods; нар. 20 вересня 1941) — новозеландський дипломат. Надзвичайний і Повноважний Посол Нової Зеландії в Україні за сумісництвом (1993—1996).

## Життєпис
Народився 20 вересня 1941 року, Греймут. У 1961 році закінчив Університет Кентербері. Згодом здобув ступінь магістра Брейсноуз коледж, Оксфорд (1965).
У 1966—1968 рр. — консультативний директор Департаменту промисловості та торгівлі.
У 1968—1972 рр. — помічник Торгового представника в Римі.
У 1973—1974 рр. — перший секретар МЗС Нової Зеландії.
У 1975—1977 рр. — перший секретар Посольства Нової Зеландії в Тегерані.
У 1977—1979 рр. — Генеральний консул Нової Зеландії в Бахрейні.
У 1980—1981 рр. — заступник директора зовнішньої допомоги Міністерства закордонних справ (МЗС).
У 1982—1984 рр. — заступник голови місії Нової Зеландії у Вашингтоні, округ Колумбія.
У 1984—1987 рр. — Надзвичайний і Повноважний Посол Нової Зеландії в Тегерані.
У 1988—1990 рр. — Надзвичайний і Повноважний Посол Нової Зеландії в Афінах.
У 1990—1991 рр. — директор департаменту Близького Сходу та Африки Міністерства закордонних справ та торгівлі Нової Зеландії.
У 1993—1995 рр. — Надзвичайний і Повноважний Посол Нової Зеландії в РФ, та за сумісництвом в Україні.
У 1995—1999 рр. — Надзвичайний і Повноважний Посол Нової Зеландії в Парижі і постійний представник OECD.
У 1999—2006 рр. — директор, головний виконавчий директор Новозеландської служби безпеки.
З 2008 року — співголова Фонду дружби «Франція-Нова Зеландія».
З 2008 року — голова новозеландського товариства управління ризиками навколишнього середовища (ERMA).